# Itàlia al Festival de la Cançó d'Eurovisió 2012
| Edició                   | 2012                                                 |
| Televisio(ns) implicades | RAI                                                  |
| Nom de la preselecció    | Festival de Sanremo                                  |
| Dates                    | Del 14 al 18 de febrer de 2012.                      |
| Format                   | Festival obert amb diverses gales i dues categories. |
| Presentadors             | Gianni Morandi.                                      |
| Nombre de participants   | 14 a la categoria sènior i 8 a la novell.            |

La RAI emprarà de nou el seu històric Festival de Sanremo com a mètode per escollir el seu representant al Festival de 2012.

## Organització
La RAI seleccionarà del proper Festival de Sanremo, que tindrà lloc entre el 14 i el 18 de febrer de 2012, el seu representant al Festival de 2012. Com que aquest històric festival fa molts anys que ja va deixar de ser una preselecció en si mateixa i ha funcionat com un event independent, molt popular a Itàlia, no serà necessàriament el guanyador de cap categoria qui sigui escollit com a representat italià al Festival, tot i que, utilitzant el criteri que es va emprar a l'edició de 2011, podria tornar a ser el guanyador de la categoria novell.

## Candidats
El 15 de gener de 2012, la RAI va anunciar els participants de les dues categories:
- Categoria sènior

- Pierdavide Carone feat. Lucio Dalla - Nanì
- Irene Fornaciari - Il mio grande mistero
- Emma Marrone - Non è l'inferno
- Matia Bazar - Sei tu
- Noemi – Sono solo parole
- Francesco Renga - La tua bellezza
- Arisa - La notte
- Nina Zilli - Per sempre
- Samuele Bersani - Un pallone
- Dolcenera - Ci vediamo a casa
- Chiara Civello - Al posto del mondo
- Gigi D'Alessio & Loredana Bertè - Respirare
- Eugenio Finardi - E tu lo chiami Dio
- Marlene Kuntz - Canzone per un figlio

- Categoria novell

- Giulia Anania - La mail che non ti ho scritto
- Dana Angi - Incognita poesia
- Alessandro Casilla - È vero
- Celeste Gaia - Carlo
- Marco Guazzone - Guasto
- Erica Mou - Nella vasca da bagno del tempo
- Bidiel - Sono un errore
- Io ho sempre voglia - Incredibile